# Kabinett Bourgeois

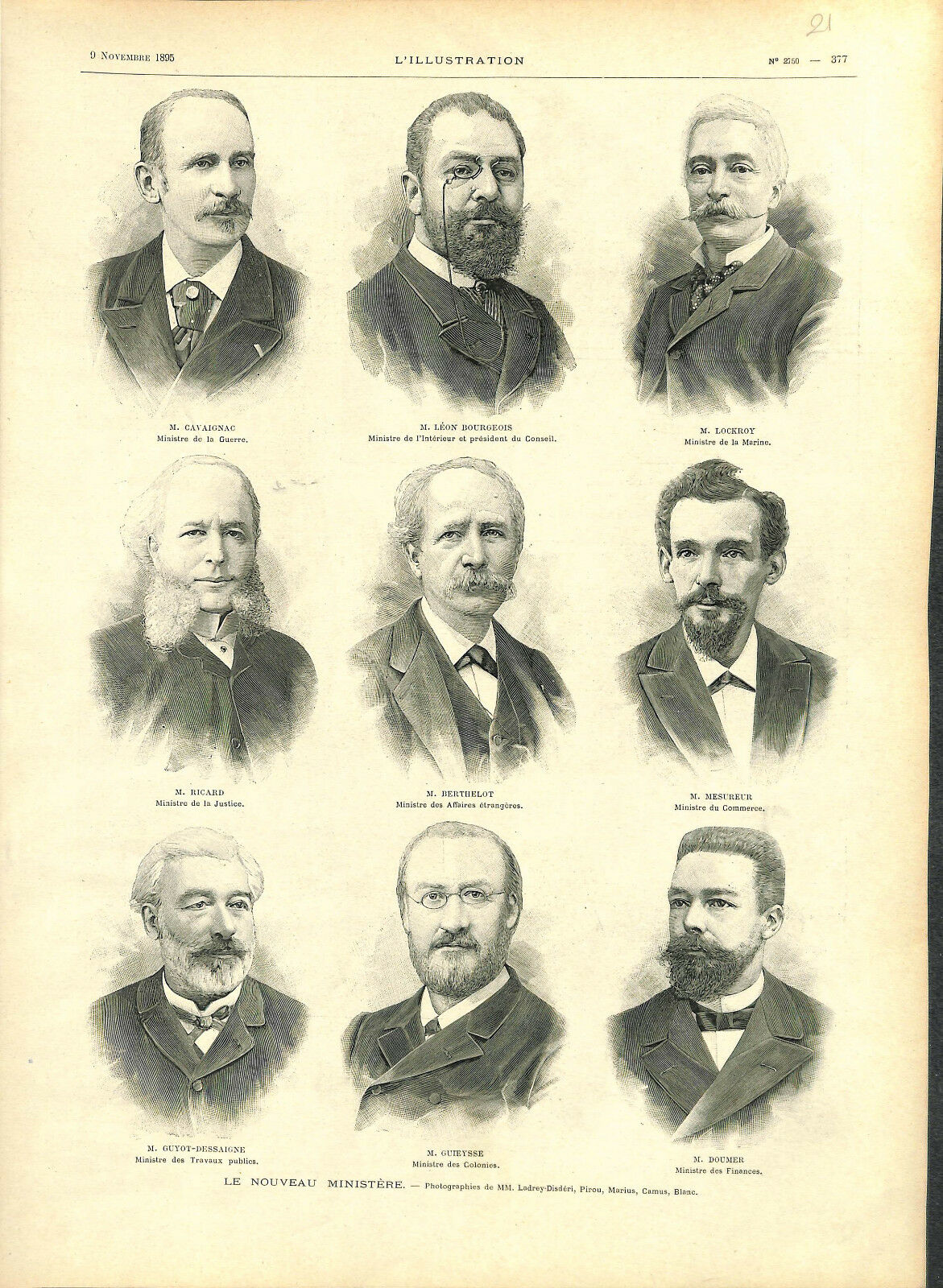
Kabinett Léon Bourgeois, L’Illustration, 1895

Das Kabinett Bourgeois war eine Regierung der Dritten Französischen Republik. Es wurde am 1. November 1895 von Premierminister (Président du Conseil) Léon Bourgeois gebildet und löste das Kabinett Ribot III ab. Es blieb bis zum 23. April 1896 im Amt und wurde vom Kabinett Méline abgelöst.
Dem Kabinett gehörten Minister folgender Gruppen an: Gauche radicale (GR), Union républicaine (UR), Gauche démocratique (Senat) (GD), Radikalsozialistische Fraktion (RSF), Républicains de gouvernement (RdG) und Républicains progréssistes (RP).

## Kabinett
Dem Kabinett gehörten folgende Minister an:
- Premierminister: Léon Bourgeois (GR)
- Innenminister: Léon Bourgeois
  - ab 31. März 1896: Ferdinand Sarrien (GR)
- Außenminister: Marcelin Berthelot (UR)
  - ab 31. März 1896: Léon Bourgeois
- Justizminister: Louis Ricard[1] (GR)
- Finanzen: Paul Doumer (GR)
- Kriegsminister: Godefroy Cavaignac  (GR)
- Minister für Marine: Édouard Lockroy (GR)
- Minister für öffentlichen Unterricht und Religion: Émile Combes (GD)
- Minister für öffentliche Arbeiten: Edmond Guyot-Dessaigne[2] (GR)
- Minister für Handel, Industrie, Post und Telegrafie: Gustave Mesureur[3] (RSF)
- Landwirtschaftsminister: Albert Viger[4] (GR)
- Minister für die Kolonien: Camille Krantz[5] (RP, RdG)

## Historische Einordnung
Bourgeois bildete eine Regierung, die ausschließlich aus Republikanern des linken Spektrums bestand. Die Pläne, weitreichende Reformen wie eine allgemeine Einkommenssteuer, Renten für Arbeiter und eine Vereinssteuer (die eine Trennung von Kirche und Staat begünstigt hätte), scheiterten jedoch an der konservativen Parlamentsmehrheit.
Am 28. Dezember begann in Madagaskar der Menalamba-Aufstand gegen die französische Besetzung. Mit dem französisch-britischen Abkommen vom 15. Januar 1896 verständigten sich die beiden Kolonialreiche über ihre Einflussgebiete in Siam und Birma.
Am 14. März 1896 legte der Sozialist Arthur Groussier einen ersten Entwurf für eine gesetzliche Regelung des Arbeitsrechts vor.
Fulgence Bienvenüe und Edmond Huet reichten bei der Pariser Stadtverwaltung Pläne für eine Untergrundbahn vor, die diese am 20. April 1896 übernahm.